# Film in 2023
Dit artikel gaat over films uitgebracht in het jaar 2023, filmfestivals en filmprijzen.

## Succesvolste films
De tien films uit 2023 die het meest opbrachten. 
| Rang | Titel                                         | Distributeur          | Opbrengst wereldwijd |
| ---- | --------------------------------------------- | --------------------- | -------------------- |
| 1    | Barbie                                        | Warner Bros. Pictures | $ 1.445.638.421      |
| 2    | The Super Mario Bros. Movie                   | Universal Pictures    | $ 1.361.992.475      |
| 3    | Oppenheimer                                   | Universal Pictures    | $ 975.134.850        |
| 4    | Guardians of the Galaxy Vol. 3                | Walt Disney Pictures  | $ 845.555.777        |
| 5    | Fast X                                        | Universal Pictures    | $ 704.875.015        |
| 6    | Spider-Man: Across the Spider-Verse           | Sony Pictures         | $ 690.615.475        |
| 7    | Wonka                                         | Warner Bros. Pictures | $ 632.302.312        |
| 8    | The Little Mermaid                            | Walt Disney Pictures  | $ 569.626.289        |
| 9    | Mission: Impossible – Dead Reckoning Part One | Paramount Pictures    | $ 567.535.383        |
| 10   | Elemental                                     | Walt Disney Pictures  | $ 496.444.308        |

## Filmprijzen
| Datum       | Filmprijs                      | Editie     |
| ----------- | ------------------------------ | ---------- |
| 10 januari  | Golden Globe                   | 80e editie |
| 15 januari  | Critics Choice Awards          | 28e editie |
| 16 januari  | Prix Lumières                  | 28e editie |
| 23 januari  | Guldbagge                      | 58e editie |
| 4 februari  | Ensor                          | 13e editie |
| 4 februari  | Robert                         | 40e editie |
| 11 februari | Goya                           | 37e editie |
| 19 februari | British Academy Film Awards    | 76e editie |
| 24 februari | César                          | 48e editie |
| 3 maart     | Satellite Awards               | 27e editie |
| 4 maart     | Magritte du cinéma             | 12e editie |
| 4 maart     | Film Independent Spirit Awards | 38e editie |
| 9 maart     | Japan Academy Prize            | 46e editie |
| 11 maart    | Golden Raspberry Awards        | 43e editie |
| 12 maart    | Academy Award                  | 95e editie |
| 16 maart    | Critics Choice Super Awards    | 3e editie  |
| 25 maart    | Bodil                          | 76e editie |
| 16 april    | Canadian Screen Awards         | 11e editie |
| 10 mei      | Premi David di Donatello       | 68e editie |
| 12 mei      | Deutscher Filmpreis            | 73e editie |
| 22 mei      | Cóndor de Plata                | 71e editie |
| 12 augustus | Premio Sur                     | 17e editie |
| 9 december  | Europese filmprijzen           | 36e editie |

## Filmfestivals
| Datum                     | Festival                                      | Editie     | Belangrijkste prijs |
| ------------------------- | --------------------------------------------- | ---------- | ------------------- |
| 19 - 29 januari           | Sundance Film Festival                        | 39e editie | Grand Jury Prize    |
| 27 januari - 5 februari   | Internationaal filmfestival van Göteborg      | 46e editie | Dragon Award        |
| 25 januari - 5 februari   | International Film Festival Rotterdam         | 52e editie | Tiger Award         |
| 16 - 26 februari          | Internationaal filmfestival van Berlijn       | 73e editie | Gouden Beer         |
| 16 - 27 mei               | Filmfestival van Cannes                       | 76e editie | Gouden Palm         |
| juni                      | Internationaal filmfestival van Shanghai      | 26e editie | Gouden Jue          |
| 30 juni - 8 juli          | Internationaal filmfestival van Karlsbad      | 57e editie | Kristallen Bol      |
| 2 - 12 augustus           | Internationaal filmfestival van Locarno       | 76e editie | Gouden Luipaard     |
| 11 - 18 augustus          | Filmfestival van Sarajevo                     | 29e editie | Hart van Sarajevo   |
| 26 augustus - 2 september | Internationaal filmfestival van Moskou        | 45e editie | Gouden Joris        |
| 30 augustus - 9 september | Filmfestival van Venetië                      | 80e editie | Gouden Leeuw        |
| 31 augustus - 4 september | Filmfestival van Telluride                    | 50e editie |                     |
| 9 - 18 september          | Internationaal filmfestival van Toronto       | 48e editie |                     |
| 8 - 17 september          | Film by the Sea                               | 25e editie |                     |
| 15 - 23 september         | Internationaal filmfestival van San Sebastián | 71e editie | Gouden Schelp       |
| 22 - 29 september         | Nederlands Film Festival                      | 43e editie | Gouden Kalf         |
| 10 - 21 oktober           | Film Fest Gent                                | 50e editie | Grand Prix          |
| 23 oktober - 1 november   | Internationaal filmfestival van Tokio         | 36e editie | Tokyo Grand Prix    |
| 2 - 12 november           | Internationaal filmfestival van Mar del Plata | 38e editie | Gouden Ástor        |
| 3 - 19 november           | Internationaal filmfestival van Tallinn       | 27e editie | Gouden Wolf         |
| 20 - 30 november          | Internationaal filmfestival van India         | 54e editie | Gouden Pauw         |

## Lijst van films
Films die in 2023 zijn uitgebracht en een lemma in de Nederlandstalige Wikipedia hebben:
| Verschijningsdatum | Titel                                                               | Land                                                                      | Locatie                                                           |
| ------------------ | ------------------------------------------------------------------- | ------------------------------------------------------------------------- | ----------------------------------------------------------------- |
| 4 januari 2023     | Operation Fortune: Ruse de Guerre                                   | Verenigde Staten / Verenigd Koninkrijk / China / Turkije                  |                                                                   |
| 11 januari 2023    | Plane                                                               | Verenigde Staten                                                          | New York                                                          |
| 17 januari 2023    | Maybe I Do                                                          | Verenigde Staten                                                          | New York                                                          |
| 19 januari 2023    | Fijn Weekend                                                        | Nederland                                                                 |                                                                   |
| 19 januari 2023    | Sometimes I Think About Dying                                       | Verenigde Staten                                                          | Sundance Film Festival                                            |
| 20 januari 2023    | 20 Days in Mariupol                                                 | Oekraïne                                                                  | Sundance Film Festival                                            |
| 21 januari 2023    | Cat Person                                                          | Verenigde Staten / Frankrijk                                              | Sundance Film Festival                                            |
| 21 januari 2023    | Het smelt                                                           | België                                                                    | Sundance Film Festival                                            |
| 21 januari 2023    | La memoria infinita                                                 | Chili                                                                     | Sundance Film Festival                                            |
| 21 januari 2023    | Past Lives                                                          | Verenigde Staten                                                          | Sundance Film Festival                                            |
| 22 januari 2023    | Scrapper                                                            | Verenigd Koninkrijk                                                       | Sundance Film Festival                                            |
| 22 januari 2023    | A Thousand and One                                                  | Verenigde Staten                                                          | Sundance Film Festival                                            |
| 22 januari 2023    | The Wandering Earth 2                                               | China                                                                     |                                                                   |
| 23 januari 2023    | Passages                                                            | Frankrijk                                                                 | Sundance Film Festival                                            |
| 25 januari 2023    | Pathaan                                                             | India                                                                     |                                                                   |
| 26 januari 2023    | Teen Wolf: The Movie                                                | Verenigde Staten                                                          | Paramount+                                                        |
| 26 januari 2023    | Winnie-the-Pooh: Blood and Honey                                    | Verenigd Koninkrijk                                                       |                                                                   |
| 27 januari 2023    | Chien de la casse                                                   | Frankrijk                                                                 | Festival Premiers Plans d'Angers                                  |
| 28 januari 2023    | Temps mort                                                          | Frankrijk / België                                                        | Filmfestival Oostende                                             |
| 30 januari 2023    | Knock at the Cabin                                                  | Verenigde Staten                                                          | New York                                                          |
| 1 februari 2023    | Asterix & Obelix in het Middenrijk                                  | Frankrijk                                                                 |                                                                   |
| 2 februari 2023    | Klem                                                                | Nederland                                                                 |                                                                   |
| 3 februari 2023    | True Spirit                                                         | Australië                                                                 | Netflix                                                           |
| 6 februari 2023    | Ant-Man and the Wasp: Quantumania                                   | Verenigde Staten                                                          | Los Angeles                                                       |
| 9 februari 2023    | Creed III                                                           | Verenigde Staten                                                          | Mexico-Stad                                                       |
| 16 februari 2023   | She Came to Me                                                      | Verenigde Staten                                                          | Filmfestival van Berlijn                                          |
| 16 februari 2023   | La Sirène                                                           | Frankrijk / Duitsland / Luxemburg / België                                | Filmfestival van Berlijn                                          |
| 17 februari 2023   | BlackBerry                                                          | Canada                                                                    | Filmfestival van Berlijn                                          |
| 17 februari 2023   | Zeevonk                                                             | België / Nederland                                                        | Filmfestival van Berlijn                                          |
| 18 februari 2023   | Das Lehrerzimmer                                                    | Duitsland                                                                 | Filmfestival van Berlijn                                          |
| 18 februari 2023   | Reality                                                             | Verenigde Staten                                                          | Filmfestival van Berlijn                                          |
| 19 februari 2023   | Here                                                                | België                                                                    | Filmfestival van Berlijn                                          |
| 19 februari 2023   | Kiddo                                                               | Nederland                                                                 | Filmfestival van Berlijn                                          |
| 19 februari 2023   | Le Paradis                                                          | Frankrijk / België                                                        | Filmfestival van Berlijn                                          |
| 20 februari 2023   | Golda                                                               | Verenigd Koninkrijk / Verenigde Staten                                    | Filmfestival van Berlijn                                          |
| 20 februari 2023   | Tótem                                                               | Mexico                                                                    | Filmfestival van Berlijn                                          |
| 22 februari 2023   | Cocaine Bear                                                        | Verenigde Staten                                                          |                                                                   |
| 22 februari 2023   | 20.000 especies de abejas                                           | Spanje                                                                    | Filmfestival van Berlijn                                          |
| 23 februari 2023   | Wann wird es endlich wieder so, wie es nie war                      | Duitsland / België                                                        | Filmfestival van Berlijn                                          |
| 24 februari 2023   | Luther: The Fallen Sun                                              | Verenigd Koninkrijk / Verenigde Staten                                    |                                                                   |
| 24 februari 2023   | Sur l'Adamant                                                       | Frankrijk / Japan                                                         | Filmfestival van Berlijn                                          |
| 2 maart 2023       | 65                                                                  | Verenigde Staten                                                          |                                                                   |
| 2 maart 2023       | Mavka                                                               | Oekraïne                                                                  |                                                                   |
| 2 maart 2023       | Toen ik je zag                                                      | Nederland                                                                 |                                                                   |
| 6 maart 2023       | John Wick: Chapter 4                                                | Verenigde Staten                                                          | Londen                                                            |
| 6 maart 2023       | Scream VI                                                           | Verenigde Staten                                                          | New York                                                          |
| 10 maart 2023      | Dungeons & Dragons: Honor Among Thieves                             | Verenigde Staten / Canada / Verenigd Koninkrijk / IJsland / Australië     | South by Southwest                                                |
| 11 maart 2023      | Bottoms                                                             | Verenigde Staten                                                          | South by Southwest                                                |
| 11 maart 2023      | Flamin' Hot                                                         | Verenigde Staten                                                          | South by Southwest                                                |
| 11 maart 2023      | Parachute                                                           | Verenigde Staten                                                          | South by Southwest                                                |
| 12 maart 2023      | Nǎi Nai & Wài Pó                                                    | Verenigde Staten                                                          | South by Southwest                                                |
| 14 maart 2023      | Shazam! Fury of the Gods                                            | Verenigde Staten                                                          | Los Angeles                                                       |
| 15 maart 2023      | Evil Dead Rise                                                      | Verenigde Staten                                                          | South by Southwest                                                |
| 15 maart 2023      | Tetris                                                              | Verenigde Staten / Verenigd Koninkrijk                                    | South by Southwest                                                |
| 16 maart 2023      | All Inclusive                                                       | Nederland                                                                 |                                                                   |
| 17 maart 2023      | Americana                                                           | Verenigde Staten                                                          | South by Southwest                                                |
| 18 maart 2023      | Air                                                                 | Verenigde Staten                                                          | South by Southwest                                                |
| 21 maart 2023      | Les Trois Mousquetaires: D'Artagnan                                 | Frankrijk / Duitsland / Spanje / België                                   | Parijs                                                            |
| 23 maart 2023      | Tin & Tina                                                          | Spanje / Verenigde Staten / Roemenië                                      | FANT                                                              |
| 27 maart 2023      | Grenzeloos Verraad                                                  | Nederland                                                                 | Emmen                                                             |
| 27 maart 2023      | Ninety-Five Senses                                                  | Verenigde Staten                                                          | Internationaal filmfestival van Cleveland                         |
| 29 maart 2023      | Je verrai toujours vos visages                                      | Frankrijk                                                                 |                                                                   |
| 1 april 2023       | Beau Is Afraid                                                      | Verenigde Staten                                                          |                                                                   |
| 1 april 2023       | The Super Mario Bros. Movie                                         | Japan / Verenigde Staten                                                  | Los Angeles                                                       |
| 6 april 2023       | The Pope's Exorcist                                                 | Verenigde Staten                                                          |                                                                   |
| 10 april 2023      | Black Lotus                                                         | Nederland / Verenigde Staten                                              | Amsterdam                                                         |
| 12 april 2023      | Beautiful Disaster                                                  | Verenigde Staten                                                          |                                                                   |
| 15 april 2023      | Are You There God? It's Me, Margaret.                               | Verenigde Staten                                                          | Los Angeles                                                       |
| 20 april 2023      | Guy Ritchie's The Covenant                                          | Verenigde Staten / Verenigd Koninkrijk / Spanje                           |                                                                   |
| 20 april 2023      | Il sol dell'avvenire                                                | Italië / Frankrijk                                                        |                                                                   |
| 21 april 2023      | Ghosted                                                             | Verenigde Staten                                                          | Apple TV+                                                         |
| 22 april 2023      | Guardians of the Galaxy Vol. 3                                      | Verenigde Staten                                                          | Parijs                                                            |
| 27 april 2023      | Knights of the Zodiac                                               | Verenigde Staten / Japan                                                  |                                                                   |
| 28 april 2023      | Mocro Maffia: Tatta                                                 | Nederland                                                                 | Videoland                                                         |
| 28 april 2023      | Peter Pan & Wendy                                                   | Verenigde Staten                                                          | Disney+                                                           |
| 28 april 2023      | Snag: Chapter One                                                   | Verenigde Staten                                                          |                                                                   |
| 28 april 2023      | The Unlikely Pilgrimage of Harold Fry                               | Verenigd Koninkrijk                                                       |                                                                   |
| 6 mei 2023         | Our Uniform                                                         | Iran                                                                      | Animayo film festival Gran Canaria                                |
| 8 mei 2023         | The Little Mermaid                                                  | Verenigde Staten                                                          | Los Angeles                                                       |
| 12 mei 2023        | Fast X                                                              | Verenigde Staten                                                          | Rome                                                              |
| 12 mei 2023        | The Mother                                                          | Verenigde Staten                                                          | Netflix                                                           |
| 16 mei 2023        | Jeanne du Barry                                                     | Frankrijk                                                                 | Filmfestival van Cannes                                           |
| 17 mei 2023        | Het geheugenspel                                                    | Nederland / België                                                        |                                                                   |
| 17 mei 2023        | Kaibutsu (Monster)                                                  | Japan                                                                     | Filmfestival van Cannes                                           |
| 17 mei 2023        | Occupied City                                                       | Verenigd Koninkrijk / Nederland / Verenigde Staten                        | Filmfestival van Cannes                                           |
| 17 mei 2023        | Le Procès Goldman                                                   | Frankrijk                                                                 | Filmfestival van Cannes                                           |
| 17 mei 2023        | Le Règne animal                                                     | Frankrijk                                                                 | Filmfestival van Cannes                                           |
| 17 mei 2023        | Le Retour                                                           | Frankrijk                                                                 | Filmfestival van Cannes                                           |
| 18 mei 2023        | Los delincuentes                                                    | Argentinië / Chili / Brazilië / Luxemburg                                 | Filmfestival van Cannes                                           |
| 18 mei 2023        | Qīngchūn (chūn)                                                     | Frankrijk / Luxemburg / Nederland                                         | Filmfestival van Cannes                                           |
| 18 mei 2023        | Indiana Jones and the Dial of Destiny                               | Verenigde Staten                                                          | Filmfestival van Cannes                                           |
| 18 mei 2023        | Black Flies                                                         | Verenigde Staten                                                          | Filmfestival van Cannes                                           |
| 18 mei 2023        | Simple comme Sylvain                                                | Canada / Frankrijk                                                        | Filmfestival van Cannes                                           |
| 19 mei 2023        | How to Have Sex                                                     | Verenigd Koninkrijk / Griekenland                                         | Filmfestival van Cannes Winnaar Prix Un certain regard            |
| 19 mei 2023        | Il pleut dans la maison                                             | België                                                                    | Filmfestival van Cannes                                           |
| 19 mei 2023        | Kuru Otlar Üstüne                                                   | Turkije / Frankrijk / Duitsland                                           | Filmfestival van Cannes                                           |
| 19 mei 2023        | The New Boy                                                         | Australië                                                                 | Filmfestival van Cannes                                           |
| 19 mei 2023        | Les Filles d'Olfa                                                   | Frankrijk / Duitsland / Tunesië / Saoedi-Arabië                           | Filmfestival van Cannes                                           |
| 19 mei 2023        | Vincent doit mourir                                                 | Frankrijk / België                                                        | Filmfestival van Cannes                                           |
| 19 mei 2023        | The Zone of Interest                                                | Verenigde Staten / Verenigd Koninkrijk / Polen                            | Filmfestival van Cannes                                           |
| 20 mei 2023        | Banel et Adama                                                      | Frankrijk / Mali / Senegal                                                | Filmfestival van Cannes                                           |
| 20 mei 2023        | Goodbye Julia                                                       | Soedan / Egypte / Duitsland / Frankrijk / Zweden / Saoedi-Arabië          | Filmfestival van Cannes                                           |
| 20 mei 2023        | Killers of the Flower Moon                                          | Verenigde Staten                                                          | Filmfestival van Cannes                                           |
| 20 mei 2023        | May December                                                        | Verenigde Staten                                                          | Filmfestival van Cannes                                           |
| 20 mei 2023        | Le Ravissement                                                      | Frankrijk                                                                 | Filmfestival van Cannes                                           |
| 20 mei 2023        | Le Syndrome des amours passées                                      | Frankrijk / België                                                        | Filmfestival van Cannes                                           |
| 20 mei 2023        | Le Temps d'aimer                                                    | Frankrijk / België                                                        | Filmfestival van Cannes                                           |
| 21 mei 2023        | Anatomie d'une chute                                                | Frankrijk                                                                 | Filmfestival van Cannes (Winnaar Gouden Palm)                     |
| 21 mei 2023        | Bonnard, Pierre et Marthe                                           | Frankrijk                                                                 | Filmfestival van Cannes                                           |
| 21 mei 2023        | Firebrand                                                           | Verenigd Koninkrijk                                                       | Filmfestival van Cannes                                           |
| 21 mei 2023        | Robot Dreams                                                        | Spanje / Frankrijk                                                        | Filmfestival van Cannes                                           |
| 22 mei 2023        | Augure                                                              | België / Congo-Kinshasa / Duitsland / Frankrijk / Nederland / Zuid-Afrika | Filmfestival van Cannes                                           |
| 22 mei 2023        | Cerrar los ojos                                                     | Spanje / Argentinië                                                       | Filmfestival van Cannes                                           |
| 22 mei 2023        | Club Zero                                                           | Oostenrijk / Duitsland / Frankrijk / Denemarken / Verenigd Koninkrijk     | Filmfestival van Cannes                                           |
| 22 mei 2023        | Kuolleet lehdet (Fallen Leaves)                                     | Finland                                                                   | Filmfestival van Cannes                                           |
| 23 mei 2023        | Asteroid City                                                       | Verenigde Staten                                                          | Filmfestival van Cannes                                           |
| 23 mei 2023        | Kubi                                                                | Japan                                                                     | Filmfestival van Cannes                                           |
| 23 mei 2023        | Rapito                                                              | Italië / Frankrijk / Duitsland                                            | Filmfestival van Cannes                                           |
| 24 mei 2023        | La Passion de Dodin Bouffant                                        | Frankrijk                                                                 | Filmfestival van Cannes                                           |
| 24 mei 2023        | L'Amour et les Forêts                                               | Frankrijk                                                                 | Filmfestival van Cannes                                           |
| 25 mei 2023        | L'Été dernier                                                       | Frankrijk                                                                 | Filmfestival van Cannes                                           |
| 25 mei 2023        | Kandahar                                                            | Verenigde Staten                                                          |                                                                   |
| 25 mei 2023        | Perfect Days                                                        | Japan / Duitsland                                                         | Filmfestival van Cannes                                           |
| 26 mei 2023        | La chimera                                                          | Italië / Frankrijk / Zwitserland                                          | Filmfestival van Cannes                                           |
| 26 mei 2023        | The Old Oak                                                         | Verenigd Koninkrijk / België / Frankrijk                                  | Filmfestival van Cannes                                           |
| 27 mei 2023        | Elemental                                                           | Verenigde Staten                                                          | Filmfestival van Cannes                                           |
| 27 mei 2023        | Transformers: Rise of the Beasts                                    | Verenigde Staten                                                          | Singapore                                                         |
| 30 mei 2023        | Spider-Man: Across the Spider-Verse                                 | Verenigde Staten                                                          | Los Angeles                                                       |
| 8 juni 2023        | Culpa mía                                                           | Spanje                                                                    | Prime Video                                                       |
| 9 juni 2023        | Oei, ik groei!                                                      | Nederland                                                                 | Netflix                                                           |
| 9 juni 2023        | Meg 2: The Trench                                                   | Verenigde Staten / China                                                  | Internationaal filmfestival van Shanghai                          |
| 9 juni 2023        | The Miracle Club                                                    | Ierland / Verenigd Koninkrijk                                             | Tribeca Film Festival                                             |
| 11 juni 2023       | Miraculous, le film                                                 | Frankrijk                                                                 | Parijs                                                            |
| 12 juni 2023       | The Flash                                                           | Verenigde Staten                                                          | Los Angeles                                                       |
| 12 juni 2023       | Teenage Mutant Ninja Turtles: Mutant Mayhem                         | Verenigde Staten                                                          | Festival international du film d'animation d'Annecy               |
| 14 juni 2023       | Nimona                                                              | Verenigde Staten                                                          | Festival international du film d'animation d'Annecy               |
| 14 juni 2023       | They Cloned Tyrone                                                  | Verenigde Staten                                                          | American Black Film Festival                                      |
| 16 juni 2023       | Extraction 2                                                        | Verenigde Staten                                                          | Netflix                                                           |
| 19 juni 2023       | Mission: Impossible – Dead Reckoning Part One                       | Verenigde Staten                                                          | Rome                                                              |
| 22 juni 2023       | Resident Evil: Death Island                                         | Japan                                                                     | Singapore                                                         |
| 23 juni 2023       | No Hard Feelings                                                    | Verenigde Staten                                                          |                                                                   |
| 23 juni 2023       | Sheroes                                                             | Verenigde Staten                                                          |                                                                   |
| 3 juli 2023        | Urotsite na Blaga (Blaga's Lessons)                                 | Bulgarije / Duitsland                                                     | Internationaal filmfestival van Karlsbad (Winnaar Kristallen Bol) |
| 4 juli 2023        | Sound of Freedom                                                    | Verenigde Staten                                                          |                                                                   |
| 5 juli 2023        | Hypnosen                                                            | Zweden / Noorwegen / Frankrijk                                            | Internationaal filmfestival van Karlsbad                          |
| 5 juli 2023        | De oneindige slijmfilm                                              | Nederland                                                                 |                                                                   |
| 7 juli 2023        | Insidious: The Red Door                                             | Verenigde Staten                                                          |                                                                   |
| 9 juli 2023        | Barbie                                                              | Verenigde Staten / Verenigd Koninkrijk                                    | Los Angeles                                                       |
| 9 juli 2023        | Hidden Strike                                                       | China / Verenigde Staten                                                  |                                                                   |
| 11 juli 2023       | Oppenheimer                                                         | Verenigde Staten / Verenigd Koninkrijk                                    | Parijs                                                            |
| 14 juli 2023       | Bird Box Barcelona                                                  | Spanje                                                                    | Netflix                                                           |
| 14 juli 2023       | The Boy and the Heron 君たちはどう生きるか Kimitachi wa Dō Ikiru ka | Japan                                                                     | Animatiefilm                                                      |
| 15 juli 2023       | Haunted Mansion                                                     | Verenigde Staten                                                          | Anaheim                                                           |
| 21 juli 2023       | The Barber of Little Rock                                           | Verenigde Staten                                                          | Indy Shorts International Film Festival                           |
| 30 juli 2023       | Gran Turismo                                                        | Verenigde Staten                                                          | Stavelot                                                          |
| 30 juli 2023       | White Bird                                                          | Verenigde Staten                                                          | San Francisco Jewish Film Festival                                |
| 5 augustus 2023    | Sweet Dreams                                                        | Nederland                                                                 | Internationaal filmfestival van Locarno                           |
| 11 augustus 2023   | Heart of Stone                                                      | Verenigde Staten                                                          | Netflix                                                           |
| 15 augustus 2023   | Blue Beetle                                                         | Verenigde Staten                                                          | El Paso                                                           |
| 22 augustus 2023   | La Petite                                                           | Frankrijk / België                                                        | Festival du film francophone d'Angoulême                          |
| 28 augustus 2023   | The Equalizer 3                                                     | Verenigde Staten                                                          | Rome                                                              |
| 30 augustus 2023   | Comandante                                                          | Italië                                                                    | Filmfestival van Venetië                                          |
| 31 augustus 2023   | All of Us Strangers                                                 | Verenigd Koninkrijk                                                       | Filmfestival van Telluride                                        |
| 31 augustus 2023   | American Symphony                                                   | Verenigde Staten                                                          | Filmfestival van Telluride                                        |
| 31 augustus 2023   | Bastarden                                                           | Denemarken / Duitsland / Zweden                                           | Filmfestival van Venetië                                          |
| 31 augustus 2023   | The Bikeriders                                                      | Verenigde Staten                                                          | Filmfestival van Telluride                                        |
| 31 augustus 2023   | El Conde                                                            | Chili                                                                     | Filmfestival van Venetië                                          |
| 31 augustus 2023   | Ferrari                                                             | Verenigde Staten                                                          | Filmfestival van Venetië                                          |
| 31 augustus 2023   | The Holdovers                                                       | Verenigde Staten                                                          | Filmfestival van Telluride                                        |
| 31 augustus 2023   | Rustin                                                              | Verenigde Staten                                                          | Filmfestival van Telluride                                        |
| 31 augustus 2023   | Saltburn                                                            | Verenigd Koninkrijk / Verenigde Staten                                    | Filmfestival van Telluride                                        |
| 1 september 2023   | Happy Ending                                                        | Nederland                                                                 | Netflix                                                           |
| 1 september 2023   | Janet Planet                                                        | Verenigde Staten                                                          | Filmfestival van Telluride                                        |
| 1 september 2023   | The Monk and the Gun                                                | Bhutan                                                                    | Filmfestival van Telluride                                        |
| 1 september 2023   | Nyad                                                                | Verenigde Staten                                                          | Filmfestival van Telluride                                        |
| 1 september 2023   | Poor Things                                                         | Ierland / Verenigd Koninkrijk / Verenigde Staten                          | Filmfestival van Venetië (Winnaar Gouden Leeuw)                   |
| 1 september 2023   | The Wonderful Story of Henry Sugar                                  | Verenigde Staten                                                          | Filmfestival van Venetië                                          |
| 2 september 2023   | The Last Repair Shop                                                | Verenigde Staten                                                          | Filmfestival van Telluride                                        |
| 2 september 2023   | Maestro                                                             | Verenigde Staten                                                          | Filmfestival van Venetië                                          |
| 2 september 2023   | Hoard                                                               | Verenigd Koninkrijk                                                       | Filmfestival van Venetië                                          |
| 2 september 2023   | The Palace                                                          | Italië / Polen / Zwitserland / Frankrijk                                  | Filmfestival van Venetië                                          |
| 3 september 2023   | La Bête                                                             | Frankrijk / Canada                                                        | Filmfestival van Venetië                                          |
| 3 september 2023   | The Caine Mutiny Court-Martial                                      | Verenigde Staten                                                          | Filmfestival van Venetië                                          |
| 3 september 2023   | The Killer                                                          | Verenigde Staten                                                          | Filmfestival van Venetië                                          |
| 4 september 2023   | Aku wa sonzai shinai (Evil Does Not Exist)                          | Japan                                                                     | Filmfestival van Venetië                                          |
| 4 september 2023   | Coup de chance                                                      | Frankrijk / Verenigd Koninkrijk                                           | Filmfestival van Venetië                                          |
| 4 september 2023   | Priscilla                                                           | Verenigde Staten                                                          | Filmfestival van Venetië                                          |
| 5 september 2023   | Hit Man                                                             | Verenigde Staten                                                          | Filmfestival van Venetië                                          |
| 5 september 2023   | Quitter la nuit                                                     | België / Canada / Frankrijk                                               | Filmfestival van Venetië                                          |
| 5 september 2023   | Zielona granica (Green Border)                                      | Polen / Tsjechië / België / Frankrijk                                     | Filmfestival van Venetië                                          |
| 6 september 2023   | Domakinstvo za pocetnici (Housekeeping for Beginners)               | Noord-Macedonië / Polen / Kroatië / Servië / Kosovo                       | Filmfestival van Venetië                                          |
| 6 september 2023   | Io capitano                                                         | Italië / België / Frankrijk                                               | Filmfestival van Venetië                                          |
| 6 september 2023   | Origin                                                              | Verenigde Staten                                                          | Filmfestival van Venetië                                          |
| 6 september 2023   | The Nun II                                                          | Verenigde Staten                                                          |                                                                   |
| 7 september 2023   | Holly                                                               | België / Nederland / Luxemburg / Frankrijk                                | Filmfestival van Venetië                                          |
| 8 september 2023   | American Fiction                                                    | Verenigde Staten                                                          | Filmfestival van Toronto                                          |
| 8 september 2023   | The Dead Don't Hurt                                                 | Mexico / Canada / Denemarken                                              | Filmfestival van Toronto                                          |
| 8 september 2023   | Dumb Money                                                          | Verenigde Staten                                                          | Filmfestival van Toronto                                          |
| 8 september 2023   | We Grown Now                                                        | Verenigde Staten                                                          | Filmfestival van Toronto                                          |
| 8 september 2023   | Memory                                                              | Mexico / Verenigde Staten                                                 | Filmfestival van Venetië                                          |
| 9 september 2023   | Dream Scenario                                                      | Verenigde Staten                                                          | Filmfestival van Toronto                                          |
| 9 september 2023   | Ezra                                                                | Verenigde Staten                                                          | Filmfestival van Toronto                                          |
| 9 september 2023   | One Life                                                            | Verenigd Koninkrijk                                                       | Filmfestival van Toronto                                          |
| 9 september 2023   | Wicked Little Letters                                               | Verenigd Koninkrijk                                                       | Filmfestival van Toronto                                          |
| 10 september 2023  | Sing Sing                                                           | Verenigde Staten                                                          | Filmfestival van Toronto                                          |
| 11 september 2023  | A Haunting in Venice                                                | Verenigde Staten                                                          | Londen                                                            |
| 11 september 2023  | Syndabocken                                                         | Zweden / Malta                                                            | Filmfestival van Toronto                                          |
| 13 september 2023  | Happy Single                                                        | Nederland                                                                 |                                                                   |
| 14 september 2023  | De Vuurlinie                                                        | Nederland                                                                 |                                                                   |
| 15 september 2023  | Avgrunden                                                           | Zweden                                                                    |                                                                   |
| 15 september 2023  | Expend4bles                                                         | Verenigde Staten                                                          |                                                                   |
| 19 september 2023  | No One Will Save You                                                | Verenigde Staten                                                          |                                                                   |
| 20 september 2023  | The Great Escaper                                                   | Verenigd Koninkrijk / Frankrijk                                           | Londen                                                            |
| 21 september 2023  | War Is Over! Inspired by the Music of John & Yoko                   | Verenigde Staten                                                          |                                                                   |
| 23 september 2023  | Lucid Dreaming                                                      | Nederland                                                                 | Nederlands Film Festival                                          |
| 25 september 2023  | Un silence                                                          | Frankrijk / België / Luxemburg                                            | Internationaal filmfestival van San Sebastián                     |
| 26 september 2023  | The Creator                                                         | Verenigde Staten                                                          | Fantastic Fest                                                    |
| 26 september 2023  | Un amor                                                             | Spanje                                                                    | Internationaal filmfestival van San Sebastián                     |
| 26 september 2023  | Zomervacht                                                          | Nederland / België                                                        | Nederlands Film Festival                                          |
| 27 september 2023  | Saw X                                                               | Verenigde Staten                                                          |                                                                   |
| 27 september 2023  | WIL                                                                 | België / Nederland / Polen                                                |                                                                   |
| 29 september 2023  | Island in Between                                                   | Taiwan                                                                    | Internationaal filmfestival van Hawaï                             |
| 30 september 2023  | The ABCs of Book Banning                                            | Verenigde Staten                                                          | Filmfestival van Woodstock                                        |
| 30 september 2023  | Float                                                               | Canada                                                                    | Internationaal filmfestival van Vancouver                         |
| 30 september 2023  | Red, White and Blue                                                 | Verenigde Staten                                                          | Internationaal filmfestival van Edmonton                          |
| 5 oktober 2023     | Unmoored                                                            | Verenigd Koninkrijk / Zweden / Polen                                      | Filmfestival van Londen                                           |
| 6 oktober 2023     | The Exorcist: Believer                                              | Verenigde Staten                                                          |                                                                   |
| 12 oktober 2023    | Amal                                                                | België / Frankrijk                                                        | Film Fest Gent                                                    |
| 12 oktober 2023    | Zlata                                                               | België                                                                    | Film Fest Gent                                                    |
| 14 oktober 2023    | Chicken Run: Dawn of the Nugget                                     | Verenigd Koninkrijk                                                       | Filmfestival van Londen                                           |
| 14 oktober 2023    | The Man in the White Van                                            | Verenigde Staten                                                          | Newport Beach Film Festival                                       |
| 15 oktober 2023    | Jippie No More!                                                     | Nederland                                                                 | Cinekid-festival                                                  |
| 15 oktober 2023    | The Kitchen                                                         | Verenigd Koninkrijk                                                       | Filmfestival van Londen                                           |
| 16 oktober 2023    | Once Upon a Studio                                                  | Verenigde Staten                                                          | korte film                                                        |
| 18 oktober 2023    | C'è ancora domani                                                   | Italië                                                                    | Filmfestival van Rome                                             |
| 18 oktober 2023    | Godzilla Minus One                                                  | Japan                                                                     | Tokio                                                             |
| 19 oktober 2023    | Crypto Boy                                                          | Nederland                                                                 | Netflix                                                           |
| 19 oktober 2023    | Migration                                                           | Verenigde Staten                                                          | Turijn                                                            |
| 20 oktober 2023    | The Speedway Murders                                                | Australië / Verenigde Staten                                              | Adelaide Film Festival                                            |
| 25 oktober 2023    | The After                                                           | Verenigd Koninkrijk                                                       | Netflix                                                           |
| 24 oktober 2023    | Wonka                                                               | Verenigde Staten / Verenigd Koninkrijk                                    | ShowEast                                                          |
| 25 oktober 2023    | Five Nights at Freddy's                                             | Verenigde Staten                                                          |                                                                   |
| 25 oktober 2023    | Leave the World Behind                                              | Verenigde Staten                                                          | AFI Fest                                                          |
| 27 oktober 2023    | Freelance                                                           | Verenigde Staten                                                          |                                                                   |
| 1 november 2023    | Locked In                                                           | Verenigd Koninkrijk / Frankrijk                                           | Netflix                                                           |
| 1 november 2023    | Saben aquell                                                        | Spanje                                                                    |                                                                   |
| 5 november 2023    | The Hunger Games: The Ballad of Songbirds & Snakes                  | Verenigde Staten                                                          | Berlijn                                                           |
| 6 november 2023    | Skunk                                                               | België / Nederland                                                        | Filmfestival van Tallinn                                          |
| 7 november 2023    | The Marvels                                                         | Verenigde Staten                                                          | Las Vegas                                                         |
| 8 november 2023    | The Iron Claw                                                       | Verenigd Koninkrijk / Verenigde Staten                                    | Dallas                                                            |
| 8 november 2023    | Wish                                                                | Verenigde Staten                                                          | Hollywood                                                         |
| 9 november 2023    | Hardcore Never Dies                                                 | Nederland                                                                 |                                                                   |
| 9 november 2023    | Alles is nog steeds zoals het zou moeten zijn                       | Nederland                                                                 |                                                                   |
| 14 november 2023   | Napoleon                                                            | Verenigde Staten / Verenigd Koninkrijk                                    | Parijs                                                            |
| 16 november 2023   | Rocco & Sjuul                                                       | Nederland                                                                 |                                                                   |
| 17 november 2024   | Thanksgiving                                                        | Verenigde Staten                                                          |                                                                   |
| 18 november 2023   | Les Trois Mousquetaires: Milady                                     | Frankrijk / Duitsland / Spanje / België                                   | Festival Varilux de Cinema Francês                                |
| 20 november 2023   | The Color Purple                                                    | Verenigde Staten                                                          | Londen                                                            |
| 21 november 2023   | Leo                                                                 | Verenigde Staten                                                          | Netflix                                                           |
| 11 december 2023   | Neem me mee                                                         | Nederland                                                                 |                                                                   |
| 13 december 2023   | J'aime la vie                                                       | België                                                                    |                                                                   |
| 14 december 2023   | De Tatta's 2                                                        | Nederland                                                                 |                                                                   |
| 15 december 2023   | Rebel Moon – Part One: A Child of Fire                              | Verenigde Staten                                                          |                                                                   |
| 19 december 2023   | Aquaman and the Lost Kingdom                                        | Verenigde Staten                                                          | Los Angeles                                                       |
| 20 december 2023   | Juf Braaksel en de magische ring                                    | Nederland                                                                 |                                                                   |
| 20 december 2023   | Bon Bini: Bangkok Nights                                            | Nederland                                                                 |                                                                   |
| 22 december 2023   | Anyone but You                                                      | Verenigde Staten                                                          |                                                                   |

1870-1879 · 1880-1889 · 1890 · 1891 · 1892 · 1893 · 1894 · 1895 · 1896 · 1897 · 1898 · 1899 · 1900 · 1901 · 1902 · 1903 · 1904 · 1905 · 1906 · 1907 · 1908 · 1909 · 1910 · 1911 · 1912 · 1913 · 1914 · 1915 · 1916 · 1917 · 1918 · 1919 · 1920 · 1921 · 1922 · 1923 · 1924 · 1925 · 1926 · 1927 · 1928 · 1929 · 1930 · 1931 · 1932 · 1933 · 1934 · 1935 · 1936 · 1937 · 1938 · 1939 · 1940 · 1941 · 1942 · 1943 · 1944 · 1945 · 1946 · 1947 · 1948 · 1949 · 1950 · 1951 · 1952 · 1953 · 1954 · 1955 · 1956 · 1957 · 1958 · 1959 · 1960 · 1961 · 1962 · 1963 · 1964 · 1965 · 1966 · 1967 · 1968 · 1969 · 1970 · 1971 · 1972 · 1973 · 1974 · 1975 · 1976 · 1977 · 1978 · 1979 · 1980 · 1981 · 1982 · 1983 · 1984 · 1985 · 1986 · 1987 · 1988 · 1989 · 1990 · 1991 · 1992 · 1993 · 1994 · 1995 · 1996 · 1997 · 1998 · 1999 · 2000 · 2001 · 2002 · 2003 · 2004 · 2005 · 2006 · 2007 · 2008 · 2009 · 2010 · 2011 · 2012 · 2013 · 2014 · 2015 · 2016 · 2017 · 2018 · 2019 · 2020 · 2021 · 2022 · 2023 · 2024 · 2025